# George Minatto Paulino
George Minatto Paulino (Araranguá, 25 marzo 1991) è un ex calciatore brasiliano, di ruolo centrocampista.

## Carriera

### Club
Il 1º luglio 2015 viene acquistato a titolo definitivo dalla squadra israeliana del Bnei Sakhnin.

## Palmarès

### Club

#### Competizioni statali
- Campionato Catarinense: 1

Criciúma: 2013
- Campionato Alagoano: 1

CRB: 2013
- Campeonato Paulista Série A2: 1

Capivariano: 2014